# Le Grand Soir (film, 2012)
Pour les articles homonymes, voir Le Grand Soir (homonymie).
Pour plus de détails, voir Fiche technique et Distribution.
Le Grand Soir est un film français de Benoît Delépine et Gustave Kervern sorti en 2012. Il s'agit du cinquième long-métrage du duo de réalisateurs-scénaristes grolandais.
Lors du festival de Cannes 2012, sélectionné dans la section « Un certain regard », il reçoit le Prix spécial du jury (présidence de Tim Roth). Leur passage sur la Croisette a été punk, à l'image du film.

## Synopsis
Deux demi-frères (incarnés par Benoît Poelvoorde et Albert Dupontel) dont le premier est devenu « le plus vieux punk à chien d'Europe » et le second — bon garçon et commercial plein d'avenir — fait un épuisement nerveux à la suite de son licenciement et de son divorce. Les parents (Brigitte Fontaine et Areski Belkacem), propriétaires blasés d'un établissement de la chaîne « La Pataterie » dans une banlieue commerciale, veulent qu'ils deviennent de vrais adultes afin qu'ils s'émancipent enfin, et décident donc de leur révéler que leur père n'est pas leur géniteur biologique. Les deux héros se retrouvent ainsi à la rue et décident d'avancer droit devant eux pour un road trip en quête de liberté. Leur retour en ville se fera de façon grandiose : ils décident de déclencher le « Grand Soir ».

## Fiche technique
- Titre : Le Grand Soir
- Réalisation : Benoît Delépine et Gustave de Kervern
- Scénario : Benoît Delépine et Gustave de Kervern
- Production : Jean-Pierre Guérin, GMT Productions et ARTE France Cinéma, en association avec Cofinova 8
- Distributeur : Ad Vitam
- Musique : Les Wampas, Brigitte Fontaine et Areski Belkacem, Alain Bashung (harmonica)
- Chansons : Vie, mort et résurrection d'un papillon, Comme un punk en hiver, et Yeah Yeah (Les Wampas), Inadaptée (Brigitte Fontaine et Bertrand Cantat) et Bis baby boum boum (Brigitte Fontaine et Noir Désir), La bière de Les Garçons Bouchers
- Directeur de Production : Mat Troi Day
- Photographie : Hugues Poulain
- Montage : Stéphane Elmadjian
- Son : Guillaume Le Braz
- Mixage : Fabien Devillers
- Pays d'origine :  France
- Langue originale : français
- Format :
- Genre : comédie
- Durée : 92 minutes (1 h 30)
- Dates de sortie :
  - France : 6 juin 2012
  - Belgique : 13 juin 2012

## Distribution
- Benoît Poelvoorde : Benoît Bonzini, alias « Not »
- Albert Dupontel : Jean-Pierre Bonzini
- Brigitte Fontaine : la mère - Marie-Annick Bonzini
- Areski Belkacem : le père - René Bonzini
- Bouli Lanners : le vigile
- Serge Larivière : le directeur du "Grand Litier"
- Stéphanie Pillonca-Kervern : l'ex-femme de Jean-Pierre
- Miss Ming : la jeune femme muette
- Chloé Mons : la punkette
- Yolande Moreau : la mère de la punkette
- Gérard Depardieu : Juvénal, le médium qui lit l'avenir dans l'eau-de-vie
- Didier Wampas : lui-même (accompagné par son groupe Les Wampas)
- Noël Godin : le marié
- Denis Barthe : le barman
- Vincent Tavier : le client cynique de "Grand Litier"
- David Salles : le guichetier Banque
- Alain Magnan : le père de la mariée
- Marius Bertram : le portier du 2e restaurant chinois
- Hermann Fuster : le vigile qui agrippe Benoît[3]
- Billy Bob : « 8-6 », le chien du punk ("Mention spéciale Palme Dog" 2012 à Cannes).

## Tournage
- Une partie du tournage eu lieu en Aquitaine (Gironde) et en Poitou-Charentes (Charente), durant l'été 2011[4].
- Une scène se déroule pendant un concert des Wampas donné au BT59 de Bègles[source secondaire souhaitée].
- Les scènes du centre commercial se déroulent à Champniers et à Gond-Pontouvre (Zone des Montagnes, Angoulême Nord), ainsi qu'à Bègles en Gironde, notamment la scène du magasin Carrefour[5].
- La scène d'ouverture est tournée à Angoulême[5].
- Le chien Billy Bob est le propre chien de Benoît Poelvoorde.
- Bien que comique, le film devient assez noir pour le spectateur, et aborde des thèmes graves, comme l'exclusion, le chômage, l'alcoolisme, et la marginalité.
- Benoît Delépine et Gustave Kervern, alors en plein tournage du film, proposent par voie de presse un caméo à un homme qui s'est fait remarquer, le 30 juin 2011, lors d'une visite à Brax du président Nicolas Sarkozy en l'agrippant violemment par la veste. Cet homme, tout en étant poursuivi en justice, accepte et apparaît dans un rôle de vigile, reproduisant son geste sur le personnage de Benoît Poelvoorde[3].

Le film a été tourné dans les départements de :
- La Charente
  - Angoulême
  - Champniers
  - Fléac 
  - Gond-Pontouvre
  - La Couronne
  - Saint-Yrieix-sur-Charente
- L'Hérault
  - Avène
- La Gironde
  - Bègles
  - Bordeaux
  - Bouliac
  - Cestas
  - Le Bouscat
  - Mios
  - Château Picque Caillou à Mérignac
  - Pessac
  - Villenave-d'Ornon
- Le Loir-et-Cher
  - Vendôme

## Réception publique
Le film a attiré 430 000 spectateurs en France.
Extrait de critique de cinéma :
- Dans L'Humanité, Jean Roy résume à propos du film « Quand le monde qui nous entoure est triste à pleurer, qu’il suinte l’ennui, il ne reste plus qu’à en rire. Éternelle leçon du cinéma comique et mise en application pratique ici. »[8]

## Distinctions
- Festival de Cannes 2012 - Sélection Un certain regard : Prix spécial du jury
- Festival de Cannes 2012 - Palme dog : Mention spéciale du jury pour Billy Bob.
- Festival international Cinéma et Costumes de Moulins 2012 : Meilleurs costumes pour Florence Laforge
- Magritte du cinéma 2013 : Meilleurs costumes pour Florence Laforge